# Sechenu-ach
Der Titel Sechenu-ach, zu deutsch „Versorger des Königsgrabes“, beschreibt ein hohes und wichtiges Amt im Alten Ägypten. Er ist seit der 1. Dynastie sicher belegt und gehört damit zu den ältesten religiösen Titeln im Alten Ägypten.

## Schreibung und Deutung des Titels
Der Titel Sechenu-Ach erscheint erstmals auf privaten Grabstelen aus der Zeit des Königs Djer. Während die meisten von ihnen in den Nebengräbern der Königsnekropole bei Abydos gefunden wurden, stammen einige auch aus Gräbern bei Helwan und Abusir. Auf diesen erscheint der Titel in einer simplen Schreibweise, die sich aus den Gardiner-Zeichen D32 (ein menschliches Paar Arme, die nach unten weisen und etwas zu umarmen scheinen) und G25 (eine Darstellung eines Waldrapps) zusammensetzt. Das erste Zeichen wird Sechenu (Sḫnw) gelesen und mit „umarmen“ oder „behüten“ übersetzt. Das zweite Zeichen wird Ach (3ḫ) gelesen und sinnbildlich mit „Geist“ oder „Glanz“ übersetzt. Demzufolge bedeutet Sechenu-Ach wörtlich: „der diesen Geist umarmt“ oder „der diesen Geist hütet“.

## Amt
Der so betitelte Beamte war nach Wolfgang Helck und Toby Wilkinson für die Versorgung und Unterhaltung von königlichen Grabstätten zuständig. Gemäß dem altägyptischen Glauben besaß der Mensch eine Seele (Ba), einen Geist (Ach) und Lebenskraft (Ka). Da Könige als von göttlicher Herkunft galten, wurden ihre Seelen, ihre Geister und ihre Kas ebenfalls als göttlich betrachtet. Daher verstanden es Totenpriester und die direkten Hinterbliebenen des Königs als ihre Aufgabe und Pflicht, für die Wahrung und Ehrung des Andenkens des verstorbenen Königs zu sorgen, indem für die drei Seelenformen rituelle Opfergaben dargebracht und Gebete gesprochen wurden. Der Sechenu-Ach sorgte für die korrekte Einhaltung der Abläufe und beaufsichtigte die im Kultbezirk tätigen Totenpriester. Interessanterweise sind auch Frauen als Sechenu-Ach belegt, das Amt konnte und durfte demnach von beiden Geschlechtern ausgeübt werden. Namentlich erhaltene Beamte sind unter anderem Setka und Amka, die unter König (Pharao) Wadji (vierter Regent der 1. Dynastie) und Hor-Den (fünfter König der 1. Dynastie) Karriere machten.